# Erie Creek Park
Erie Creek Park är en park i Kanada.   Den ligger i provinsen British Columbia, i den södra delen av landet, 3 100 km väster om huvudstaden Ottawa. Erie Creek Park ligger 784 meter över havet.
Terrängen runt Erie Creek Park är kuperad norrut, men söderut är den bergig. Erie Creek Park ligger nere i en dal. Trakten runt Erie Creek Park är nära nog obefolkad, med mindre än två invånare per kvadratkilometer.. Närmaste större samhälle är Fruitvale, 19,6 km väster om Erie Creek Park.
I omgivningarna runt Erie Creek Park växer i huvudsak barrskog.